# 霍洛西伊夫區

霍洛西伊夫區在基辅市的位置

霍洛西伊夫區（羅馬化：Holosiivskyi raion）是烏克蘭首都基輔的一個區，位於該市南部，處於第聶伯河右岸，面積156.35平方公里，2001年人口205,300，人口密度每平方公里1,313.08人。